# Parlement van Cambodja

Wapen van Cambodja

Het Parlement van Cambodja (Khmer: សភាតំណាងរាស្ត្រ, Săkphéa Dâmnang Réas; Frans: Parlement du Cambodge) bestaat uit twee Kamers:
- Nationale Vergadering (រដ្ឋសភា; Roătsăkphéa) - 125 leden, lagerhuis;
- Senaat (ព្រឹទ្ធសភា; Proĕtsăkphéa) - 62 leden, hogerhuis.

## Ambtsbekleders
|                                         |                     |            |
| FUNCTIE                                 | NAAM                | TERMIJN    |
|                                         |                     |            |
| Voorzitter van de Nationale Vergadering | Samdech Heng Samrin | 2006–heden |
| Voorzitter van de Senaat                | Say Chhum           | 2015–heden |